# 乌瑟林
乌瑟林（德語：Userin）是德国梅克伦堡-前波美拉尼亚州的市镇，隶属于梅克伦堡湖区县。总面积为46.64平方千米，截至2023年12月31日总人口为679人。